# There We Were: The Recording of James Taylor's Before This World
Pour plus de détails, voir Fiche technique et Distribution.
There We Were: The Recording of James Taylor's Before This World est un documentaire américain réalisé par Daniel G. Stephens et David Mirkin et sorti en 2015. Il se concentre sur les coulisses de l’enregistrement de l'album Before This World de James Taylor.

## Fiche technique
- Titre original : There We Were: The Recording of James Taylor's Before This World
- Réalisation : Daniel G. Stephens et David Mirkin
- Scénario :
- Photographie : Daniel G. Stephens
- Montage : Chris Lehmann, Tim Pendergrass et Nick Reiber
- Musique : Dave O'Donnell
- Costumes :
- Décors :
- Casting :
- Producteur : Ellyn Kusmin
- Sociétés de production : Goodfocus
- Sociétés de distribution :
- Pays d'origine :  États-Unis
- Langue originale : anglais
- Format : couleur
- Genre : Documentaire
- Durée : 35 minutes
- Dates de sortie : 
  - États-Unis : 16 juin 2015

## Distribution
- Luis Conte
- Steve Gadd
- Larry Goldings
- Jimmy Johnson
- Michael Landau
- Kate Markowitz
- Arnold McCuller
- Henry Taylor
- James Taylor
- Kim Taylor
- Andrea Zonn